# 国债期货
国债期货（Treasury Bond Future）是一类金融利率期货，买卖双方在期货交易所，约定在未来特定时间，按预先确定的价格和数量进行国债券、款交割的国债交易方式。
国债基差是国债现价与期货价差。价差为正，为国债期货升水；价差为负，为国债期货贴水，这是正常情形。

## 历史
1976年1月美国芝加哥商品交易所最早发明推出了90天期国库券期货。截至2015年底，共有24个国家开展国债期货交易。主要为美国、德国、英国、澳大利亚、韩国。
1992年12月中国开始国债期货交易。因327国债期货事件、“319风波”，1995年5月17日下午强制清盘，惨败告终。2013年9月6日，重启五年期国债期货上市（合约到期月份剩余期限为4-5.25年的记账式附息国债）。2015年3月20日，十年期国债期货上市（合约到期月份剩余期限为6.25-10.25年的记账式附息国债）。2018年8月17日两年期国债期货在中国金融期货交易所挂牌上市（合约到期月份剩余期限为1.5-2.25年的记账式附息国债）。加快研究推出国债期权、30年期国债期货等新产品。

## 交易
国债期货合约标的一般为虚拟的票面利率为3%的名义国债标准券，美国采用的假想收益率为6%。采用实物交割方式。可交割的实物（记账式）国债券与期货的名义国债标准券采用转换因子（Conversion Factor，CF）换算。